# Agnibaan
Az Agnibaan (agni - tűz, baan - nyíl, magyarul: tüzes nyíl), amelyet az Agnikul Cosmos gyártott Chennaiban, Indiában, egy mobil indítórendszer, amely jelenleg fejlesztés alatt áll. Képes 100 kg (220 lb) terhet állítani 700 km-es (430 mi) orbitális pályára. A rakéta 18 méter magas lesz, átmérője 1,3 méter, felszálló tömege 14 000 kg (31 000 lb).
A rakétát állítólag teljesen 3D nyomtatással állítják elő.
Az Agnibaan rakétának három fokozata van. Az első fokozatot hét Agnite motor hajtja. A második fokozatot ugyanaz az Agnite motor hajtja, amely nagyobb fúvókával rendelkezik, mint a tengerszinti fúvóka (vákuumra optimalizálás miatt).

## Meghajtás
Az Agnibaan az első fokozatában több rakétamotort fog használni a hasznos terheléstől függően különféle konfigurációkban. A második fokozatban az Agnilet vákuumra optimalizált változatát használja majd. Ezek a motorok folyékony oxigént és kerozint használnak oxidálószerként és üzemanyagként. Az Agnibaan első fokozatát 7 Agnite motor hajtja, mindegyik 25 kN tolóerővel (még tesztelésre vár) tengerszinten.
Ezek mind elektromos meghajtású szivattyús motorok, amelyek egyszerűsített motortervezést és jól konfigurálható motorcsoportosítási tesznek lehetővé. 285 másodperces tengerszinti ISP-vel képes működni. A teljes égési rész egy darabból áll, és teljesen 3D-s nyomtatással készül. A jármű második fokozata vákuum használatra optimalizált Agnilet motort tartalmaz. Úgy gondolják, hogy vákuumban akár 355 másodperces ISP-t produkálhat.

## Kilövőállás
Úgy készült, hogy a világ több indítóportjáról is indítható. „Dhanush” – az indítóállványt úgy tervezték, hogy támogassa a teljes mobilitást az Agnibaan minden változatába. Az Agnibaan (jelenlegi verzióival) szemben a Dhanush az újrafelhasználhatóságot szolgálja. A Dhanush méreteit az útméretek és a szállíthatósági korlátozások figyelembevételével tervezték.

## Történések
A cég korábban az első rakéta kifejlesztését és elindítását tűzte ki célul 2021-ben. 2020. december 3-án titoktartási megállapodást (NDA) írtak alá az űrkutatási minisztériummal, hogy megszerezzék a kormány technológiai segítségét a hordozórakéták fejlesztéséhez. Bár a cég megállapodást kötött az Alaska Aerospace Corp.-nal, hogy a Kodiak Launch Complex-ből rakétát indítsanak, mivel a rakéták tesztelésére szolgáló kereskedelmi indítóállás nem volt elérhető Indiában. Jelenleg azonban az Agnikul Cosmos keményen dolgozik, hogy 2022 vége előtt megtörténjen az első tesztindítás. „Azt tervezzük, hogy 2022 vége előtt teszteljük az Agnibaan rakétánkat. Az a tervünk, hogy a rakétát mobil indítóállásról indítjuk. A próbaindítás az Indiai Űrkutatási Szervezethez (ISRO) tartozó Sriharikota indiai rakétakilövő állomásról fog történi” – mondta Srinath Ravichandran, az Agnikul Cosmos társalapítója és vezérigazgatója.